# Radio Liechtenstein
Radio Liechtenstein (ursprünglich Radio L) war bis zur Einstellung des Sendebetriebs im April 2025 ein öffentlich-rechtlicher Hörfunksender in Liechtenstein. Er wurde vom Liechtensteinischen Rundfunk (LRF) betrieben.

## Programm
Der gesetzliche Programmauftrag beschrieb im redaktionellen Teil ein objektives und umfassendes Informationsangebot für die Allgemeinheit aus allen relevanten Sparten für eine breite Zielgruppe, das anspruchsvoll und ausgewogen, aber auch unterhaltend sein sollte und die Kultur, Eigenständigkeit und weitere Eigenschaften Liechtensteins berücksichtigen sollte. Die Programmgrundsätze entsprachen dem öffentlich-rechtlichen Selbstbild.
Die Musikfarbe wurde mit «Adult Contemporary» (Popmusik für Erwachsene) beschrieben, hinzu kamen Oldies im 70er-/80er-Mix. Das Format sollte mit einer positiven Grundstimmung allgemeinverträglich sein und «nicht aufregen oder irritieren». Auch lokale/regionale Musik und Neuerscheinungen wurden berücksichtigt.
Nachrichten gab es stündlich von 6:00 bis 19:00 Uhr. Sie konnten in der auf der Website des Senders aufgeschalteten Rubrik «Mediathek» nachgehört werden. Zudem gab es ab Ende 2023 eine Radio-Liechtenstein-App.

## Sender
Beim Sender arbeiteten 2021 durchschnittlich 28 Personen mit 22.6 Vollzeitstellen, darunter durchschnittlich 2.8 Personen mit 1.7 Vollzeitstellen als Praktikanten und Volontäre.  Zu seinem offiziellen Verbreitungsgebiet gehörte aufgrund der hohen Pendlerströme aus der Schweiz auch das untere Rheintal, das mit zwei UKW-Standorten in St. Margrethen und Thal und dem DAB-Block in der Ostschweiz bis zum Bodensee versorgt wird.

## Geschichte

Historisches Logo

Bereits am 15. Oktober 1938 meldete sich ein Radio Liechtenstein auf 700 kHz Mittelwelle aus Vaduz (Sendeleiter: Friedrich Ritter). Am 21. November 1938 stürzte der Sendemast auf dem Haberfeld infolge eines Föhnsturms um, was einen mehrtägigen Senderausfall nach sich zog. Zwar kam es am 20. Februar 1939 zur Gründung der Lirag (Liechtenstein’sche Radio-Gesellschaft), doch wurde das einfache Musikprogramm von Radio Liechtenstein bereits im September 1939 bei Beginn des Zweiten Weltkriegs infolge finanzieller Schwierigkeiten wieder eingestellt, nachdem die Regierung die Bevölkerung über die Ereignisse und vorzusehenden Massnahmen informiert hatte.
Am 15. August 1995, nach einer Probephase ab dem Jahr 1991, nahm der Privatsender Radio L als erster Nachkriegshörfunksender Liechtensteins den offiziellen Sendebetrieb auf. Als im Januar 1999 die Rundfunkgebühr abgeschafft wurde, die bis dahin hauptsächlich die Verbreitung der schweizerischen Programme in Liechtenstein finanzierte, gehörte Radio L neben den lokalen Printmedien zu den einzigen Anbietern, die Leistungen als Service public für Liechtenstein erbrachten. Seither stehen Fördergelder aus der damals neu gestalteten staatlichen Medienförderung zur Abgeltung dieses öffentlichen Versorgungsauftrags zur Verfügung. Sie werden durch Werbung und Sponsoring ergänzt. Nach acht Jahren und einem Engagement in Höhe von 12 Millionen Schweizer Franken (12,8 Millionen Euro) zog sich 2003 der Privatinvestor Peter Ritter vom Radiosender zurück. Nach Zahlen des Instituts Publica Data hatte der Sender zu dieser Zeit mehr als 50'000 Hörer, davon allein in der Deutschschweiz mit einer durchschnittlichen Reichweite von 37'200 Hörern pro Tag dreimal so viele Hörer wie in Liechtenstein selbst mit 12'200.
Nach mehreren Verhandlungen mit der Regierung wurde Radio Liechtenstein am 1. Januar 2004 in einen öffentlich-rechtlichen Sender umgewandelt. 750'000 Franken aus dem Landeshaushalt wurden in den Aus- und Umbau des Sendernetzes investiert und durch die Umstellung auf Ballempfang Leitungsmiete eingespart. Die Regierung stellte in diesem Bericht im Oktober 2005 fest, dass der Sender im Vergleich zu Radio Rumantsch und Radio DRS mit rund einem Zehntel öffentlicher Zuwendungen «einen ähnlichen Umfang an Informationen und Wortbeiträgen» produziere, was «pro Mitarbeiter (Vollzeitäquivalent) etwa die doppelte Informationsleistung» bedeute. Dennoch wurden auch in den folgenden Jahren weitere Einsparungen und Effizienzsteigerungen beabsichtigt.

Logo von Radio L bis 2019

Im Oktober 2013 wurde von der Regierung die Sanierung des Landeshaushalts («Massnahmenpaket III») beantragt. Die Wiedereinführung einer Rundfunkgebühr sollte das Staatsbudget ab 2015 mit 1,5 Millionen Franken entlasten, wurde jedoch im Juli 2015 wieder verworfen, da eine Rundfunkgebühr gesellschaftlich nicht akzeptiert werde und sich der Landesbeitrag als wirtschaftlichste Finanzierung herausgestellt habe. Ein Kaufangebot der Media Holding AG für den Sender lehnte die Regierung im November 2013 ab. Begründet wurde dies nicht nur mit dem zu geringen Angebotswert, der nach Auffassung der Regierung erheblich unter dem aktuellen Marktwert liege, sondern auch mit dem Verlust des gesetzlichen Versorgungsauftrags («Service public») nach schweizerischem Vorbild. Ausserdem wäre damit die Sonderstellung als öffentlich-rechtlicher Sender in der Schweiz verloren gegangen. Ein Verlust der Schweizer Hörer hätte Ertragsverluste (wohl insbesondere aus Werbeeinnahmen) zur Folge gehabt. Im Jahr 2012 erreichte der Sender nach Angaben von Publica Data etwa 46'200 Hörer täglich, davon 12'900 Hörer (2. Semester) in Liechtenstein. Eine Steigerung wurde mit der Ausweitung des digitalen Sendegebietes angestrebt, mit der 40 Prozent der Haushalte im ostschweizerisch-liechtensteinischen Wirtschaftsraum erreichbar seien.
Im zweiten Halbjahr 2020 hatte das Programm erstmals mehr Hörer im Inland als in der Schweiz, eine Folge der neuen inhaltlichen Ausrichtung «mehr Liechtenstein» seit 2019.
Bei einer Volksabstimmung am 27. Oktober 2024 mit einer Stimmbeteiligung von 59,3 Prozent stimmten 55,4 Prozent der Teilnehmer einer Privatisierung von Radio Liechtenstein zu, weshalb das «Gesetz über den Liechtensteinischen Rundfunk» aufgehoben werden musste, das auch die Finanzierung des öffentlich-rechtlichen Senders regelte. Hinter der Initiative standen die Demokraten pro Liechtenstein. Während diese Partei und die Vaterländische Union (VU) von einer Privatisierung des Senders ausgingen, sah die Fortschrittliche Bürgerpartei (FBP) kein zwingendes Votum für eine Privatisierung. Die Regierung Liechtensteins warnte vor der Gefahr, dass die Medien- und somit die Meinungsvielfalt in Liechtenstein abnehme und weitere journalistische Arbeitsplätze verloren gehen. Anfang April 2025 wurde verkündet, dass die Überführung in eine private Trägerschaft scheitern werde und der Betrieb noch im ersten Halbjahr eingestellt werde. Am 3. April 2025 um kurz nach 18.00 Uhr wurde das Live-Programm eingestellt. Das letzte Lied im regulären Programm war der Queen-Klassiker The Show Must Go On. Über den Internetstream wurden ab diesem Zeitpunkt aufgezeichnete Abschiedsgrüße (gefolgt von jeweils einem vom jeweiligen Mitarbeiter ausgewählten Abschiedslied) der Teammitglieder in Dauerschleife ausgestrahlt.

## Empfang
Über UKW wurde Radio Liechtenstein analog terrestrisch über sechs Kleinsender in Liechtenstein mit 0,025 bis 1 KW (ERP) und zwei weitere Kleinsender in der Ostschweiz mit 0,05 bzw. 0,2 kW verbreitet, wobei die Zuordnung zu den Sendegebieten auf der Senderhomepage davon abwich. Über DAB+ wurde das Programm ab 29. November 2013 über den Block 9D verbreitet, der bis Anfang 2017 auf den Block 9B umgestellt wurde und sich im Aufbau mit dem Ziel einer flächendeckenden Versorgung in der Ostschweiz befand. Der Sender Rüthi/Bismer (4,3 kW) war auch in Liechtenstein empfangbar.
Das Programm war ausserdem analog in den Kabelnetzen von Telecom Liechtenstein, UPC Schweiz und EWB Buchs sowie digital in der Schweiz bei Rii-Seez-Net und Swisscom TV vertreten.